# Noriaki Inoue
Noriaki Inoue (japonsky 井上 鑑昭 – Inoue Noriaki; 3. prosince 1902, Tanabe – 13. dubna 1994, Kunitači) byl japonský válečný umělec, který byl ve svých raných letech úzce spojen s duchovním a technickým rozvojem aikido spolu s jeho strýcem Moriheim Uešibou. Inoue je zakladatelem Šinwa Taido, bojového umění, které později přejmenoval na Šin'ei Taido.

## Život
Byl čtvrtým dítětem Zenso Inoueho, patriarchy bohaté rodiny Inoue z Tanabe a Tame Uešibové, nejstarší sestry Moriheie. Většinu Noriakiho dětství strávil ve společnosti Uešiby. Připojil se ke svému strýci v Širataki v osadní výpravě na severu ostrova Hokkaidó (1912–1919) a studoval s ním Daitó-rjú Aiki-džudžucu pod vedením Sokaku Takedy. Byl také úzce spojen s objevem sekty Omoto Uešibou v Ajabe a jeho setkáním s jejím duchovním vůdcem Onisaburem Degučim, které mělo rozhodující vliv na Uešibovu pozdější filozofii. 
Inoue poté aktivně spolupracoval se svým strýcem na šíření aikibudó , umění odvozeného z daitó-rjú, které Uešiba zdokonalil. V roce 1927 se oba muži usadili v Tokiu a učili na různých místech až do roku 1931, kdy bylo postaveno Uešibovo první trvalé dódžó, Kobukan. Nicméně, po druhém incidentu Omoto (1935), kdy vojenská vláda potlačila sektu Omoto, došlo k rozkolu mezi Uešibou a jeho synovcem, druhý obvinil prvního ze zrady věci sekty tím, že nesdílel osud jejích vůdců, oba se také nepohodli, kvůli Uešibou nově používaném jménu aikido a tak se nakonec rozešli v neshodách. Po válce Inoue pokračoval ve výuce v Tokiu nezávisle na Uešibovi a instruoval důstojníky amerického letectva.
Zatímco původní aikibudó se nyní vyvinulo v aikido pod Uešibou, Inoue pokračoval ve výuce svého umění jako takového až do roku 1956, kdy změnil jeho jméno na Šinwa Taido a nakonec Šin'ei Taido. Měl malou interakci s organizací Aikikai, která následovala po smrti Uešiby a pokračovala v aktivní výuce až do jeho smrti. Považoval se za spoluzakladatele aikido spolu s Uešibou, i když to rodina Uešibů zpochybňuje. 
Inoue během svého života používal různá jména: Kitamacumaru (1902), Joičiro (1909), Jošiharu (1920), Seišo (1940), Hoken (1948), Terujoši (1971) a nakonec Noriaki (1973). 